# Ingrandes (Indre)
Ingrandes – miejscowość i gmina we Francji, w Regionie Centralnym, w departamencie Indre.
Według danych na rok 1990 gminę zamieszkiwało 310 osób, a gęstość zaludnienia wynosiła 28 osób/km² (wśród 1842 gmin Centre, Ingrandes plasuje się na 831. miejscu pod względem liczby ludności, natomiast pod względem powierzchni na miejscu 1095.).